# ジェローニモ・ポルテーラ
ジェローニモ・ポルテーラ（Jerónimo Portela、2000年11月2日 - ）は、カンペオナト・ポルトガル・デ・ラグビー、グルポ・デシポルトゥ・ディレイトに所属するラグビーユニオン選手。

## プロフィール
- ポルトガルリスボン出身[1]。
- ポジションはスタンドオフ(SO)。
- 身長 192cm、体重 87kg
- ポルトガル代表キャップは28（2025年2月現在）でラグビーワールドカップ2023のポルトガル代表に選ばれた[2]。

## 略歴
ルシタノスXVを経て、2022年、グルポ・デシポルトゥ・ディレイトに加入。